# Alan de Lynn
Alan de Lynn fue un teólogo y escritor de Inglaterra nacido en el condado de Norfolk, Lynn, en el siglo XIV y fallecido en el siglo XV.

## Biografía
Alan de Lynn estudió en la Universidad de Cambridge, vivió en los reinados de Ricardo II de Inglaterra y Enrique IV de Inglaterra y fue célebre como teólogo y predicador, alcanzando el grado de Divinitatis Doctor en la citada universidad, estudiando también filosofía.
Alan de Lynn fue un gran lector y escritor y había contraído el hábito de hacer para su uso tablas raciocinadas de casi todos los libros que leía.
Alan de Lynn llegó a ordenarse carmelita y murió por los años de 1420 en el convento de su congregación religiosa en su ciudad natal.

## Obra
- De vario scripture sensu
- Elucidationes Aristotelis
- Moralia bibliorum
- Praelectiones theologicae
- Sermones notabiles
- Otras

## Valoración
- Realizó una interpretación alegórica de las Sagradas Escrituras
- Aplicación a partes históricas del Antiguo Testamento concerniente a la conducta moral
- Elucidaciones de la obra de Aristóteles
- Escribió sobre eminentes personas, incluyendo escritores como Flavio Josefo, San Agustín, Gregorio Magno y de escritores posteriores como Roger de Hoveden y otros autores de crónicas y de historia